# District Est (Taichung)
Pour les articles homonymes, voir District Est.
Le district Est (chinois traditionnel : 東區; pinyin : Dōng Qū) est un district urbain de Taichung, à Taiwan. C'était une partie de la municipalité de Taichung avant la fusion de la ville et du comté en 2010.

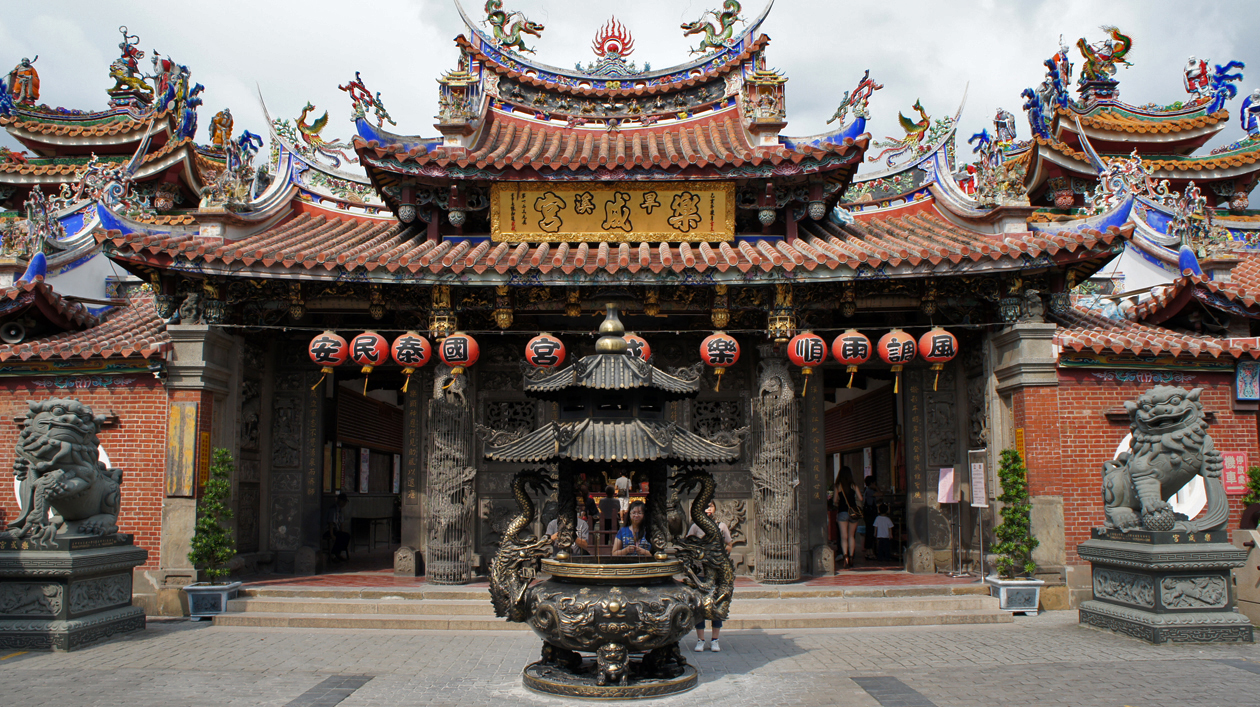
Le temple Lecheng dédié à la déesse de la mer Mazu

## Histoire
Le district faisait partie de la ville provinciale de Taichung avant la fusion avec le comté de Taichung pour former la municipalité spéciale de Taichung le 25 décembre 2010.

## Divisions administratives
Le district de l'Est est divisé en 17 villages, à savoir : Xinzhuang, Zhenxing, Tungqiao, Tungxing, Quanyuan, Gancheng, Hanxi, Lecheng, Tungmen, Shijia, Tungying, Tungnan, Tungshi, Gezuo, Furen, Futai et Tungxin.

## Attractions touristiques
- Marché nocturne de Hanxi
- Tunnel vert de Dongguang (東光錄園道)
- Temple Lecheng
- Sanctuaire ancestral de la famille Lin
- Temple de la famille Zhang Liao
- Parc commercial Mitsui LaLaport de Taichung

## Transport
Le district est desservi par les gares de Jingwu et de Taichung appartenant à l'Administration des chemins de fer de Taïwan (en).

## Voir également